# Peter Lamberg (1857–1924)

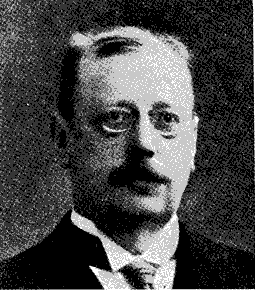
Peter Lamberg.

Peter Fredrik Wilhelm Lamberg, född 12 februari 1857 i Göteborg, död där 14 december 1924, var en svensk jurist och ämbetsman.
Lamberg var son till prosten Jonas Casten Lamberg och Henriette von Proschwitz. 1886 gifte han sig med Ottilia Winge, dotter till dispaschören Axel Winge och Betzy Larsson.
Lamberg bedrev studier vid Uppsala universitet 1874-1878, vid Lunds universitet 1879-1880 och avlade 1881 hovrättsexamen, blev vice häradshövding 1884, extra notarie i Göteborgs rådhusrätt 1884, rådman 1905 och borgmästare 1912. Han var lärare i handelsrätt och statskunskap vid Göteborgs handelsinstitut 1886-1901. Han var även verksam inom kommunala verksamheter, bland annat som ledamot och vice ordförande i Göteborgs drätselkammare och Göteborgs hamnstyrelse. Han hade även flera styrelseuppdrag, bland annat i Bergslagernas och Gävle-Dala järnvägsaktiebolag.
Lamberg tillhörde i Göteborg det så kallade Lördagslaget, som samlades om lördagarna bland annat för att dryfta politiska frågor. Sällskapet räknade även bland andra Henrik Almstrand, Leonard Jägerskiöld, Ernst Hagelin, Otto Sylwan, Ludvig Stavenow, Erik Björkman, Evald Lidén, Otto Lagercrantz, Axel Nilsson, Erland Nordenskiöld, Gösta Göthlin, Albert Lilienberg och Axel Romdahl.
Lamberg var en av initiativtagarna till bildandet av Göteborgs orkesterförening och var dess ordförande 1905–1922. Han invaldes som ledamot 551 av Kungliga Musikaliska Akademien den 24 mars 1915.